# Azure (Zeitschrift)
AZURE ist ein zweimonatlich erscheinendes englischsprachiges Magazin mit Schwerpunkt auf zeitgenössischer Architektur und Design.
Das Magazin wurde 1985 von Nelda Rodger und Sergio Sgaramella gegründet und seitdem in Toronto, Ontario, Kanada, herausgegeben, später unter der Marke Azure Media. Chefredakteurin seit 2021 ist Elizabeth Pagliacolo.
Azure beschreibt sich auf seiner Website als „unverzichtbare Ressource für Architekten, Designer und die designinteressierte Öffentlichkeit“ beschrieben und hat sich einen weltweiten Ruf für ihre hervorragende Qualität erarbeitet und befasst sich mit einfallsreichen Projekte, aufkommenden Trends und Designthemen. Die internationale Perspektive und die multidisziplinäre Berichterstattung – die Architektur, Inneneinrichtung, Produkte, Landschaften und Städtebau in einem realen Szenario zusammenbringt – unterscheiden sich von vielen anderen Publikationen.
Im Jahr 2000 gewann es den Canadian National Magazine Awards' Magazine of the Year der National Media Awards Foundation.
2011 rief das Magazin die AZ Awards ins Leben, einen internationalen Wettbewerb, an dem Architekten, Landschaftsarchitekten, Designer, Studenten, Kunden und Hersteller teilnehmen können.